# Liste der israelischen Botschafter in Neu-Delhi
Die Liste der israelischen Botschafter in Indien bietet einen Überblick über die Leiter der israelischen diplomatischen Vertretung in Indien seit der vollständigen Aufnahme diplomatischer Beziehungen der beiden Länder im Jahr 1992. Zuvor war das israelische Konsulat in Bombay die einzige diplomatische Vertretung Israels in Indien gewesen; seither ist der Sitz der diplomatischen Vertretung die israelische Botschaft in der Dr APJ Abdul Kalam Road in Neu-Delhi.

## Botschafter
| Amtszeit  | Name          | Anmerkung                                                                     |
| --------- | ------------- | ----------------------------------------------------------------------------- |
| 1992      | Giora Becher  | Geschäftsträger ad interim                                                    |
| 1992–1995 | Ephraim Dowek |                                                                               |
| 1995–2000 | Yehoyada Haim |                                                                               |
| 2000–2003 | David Aphek   |                                                                               |
| 2003–2007 | David Danieli | Auch in Sri Lanka als nicht-residierender Botschafter akkreditiert            |
| 2007–2011 | Mark Sofer    | Auch in Sri Lanka als nicht-residierender Botschafter akkreditiert            |
| 2011–2014 | Alon Ushpiz   | Auch in Sri Lanka als nicht-residierender Botschafter akkreditiert            |
| 2014–2018 | Daniel Carmon | Auch in Sri Lanka als nicht-residierender Botschafter akkreditiert            |
| 2018–2021 | Ron Malka     | Auch in Sri Lanka als nicht-residierender Botschafter akkreditiert            |
| Seit 2022 | Naor Gilon    | Auch in Sri Lanka und Bhutan als nicht-residierender Botschafter akkreditiert |